# 譚臬
譚臬（1520年—？年），字朝憲，四川重慶府涪州人，民籍，治《易經》，明朝政治人物。

## 生平
九月二十八日生，行二，由州學生中式嘉靖二十八年（1549年）己酉科四川鄉試第六十四名舉人，年三十一歲中式嘉靖二十九年（1550年）庚戌科會試第二百十三名，第三甲第一百六十八名進士。

## 家族
曾祖譚本芳；祖譚宗學，壽官；父譚偉，封大理寺評事；母沈氏（封孺人）。重慶下，妻胡氏，兄譚棨（布政司右參議）；榮；講，弟渠；梁。